# Peñarrubias de Pirón
Peñarrubias de Pirón es una localidad de España, en la provincia de Segovia, comunidad autónoma de Castilla y León. 
Situada a la orilla del río Pirón y a la falda de los montes adyacentes, en la actualidad, es una pedanía dependiente del municipio de Escobar de Polendos, que en sus 39,65 km² incluye también a Pinillos de Polendos, Villovela de Pirón y Parral de Villovela. 
Pertenece a la subcomarca de los valles del Pirón y del Polendos y el Llano, partido judicial de Segovia.

## Historia
Fundada o repoblada durante la Reconquista, Peñarrubias está integrada desde ese tiempo en el sexmo de San Lorenzo. Los sexmos son una división administrativa que equivale a la sexta parte de un territorio determinado, en este caso la recién creada Comunidad de Ciudad y Tierra de Segovia. La cabeza del mismo es Brieva.
La primera vez que se tiene constancia de Peñarrubias es del 14 de septiembre de 1247 en un documento del archivo de la Catedral de Segovia en el que el cardenal Gil de Torres confirma las rentas del obispado, bajo el nombre de Pennas Ruvias, nombre que toma de las piedras rojizas de los montes de las inmediaciones del río Pirón, de donde ha tomado la segunda parte de su nombre, formando así su denominación actual.
Fue un municipio independiente que fue anejado a Escobar de Polendos entre 1842 y 1857.
Hasta inicios del siglo XX la localidad se llamaba simplemente Peñarrubias. En dicha fecha su nombre fue modificado por el de Peñarrubias de Pirón.
En 1940 figura como pedanía de Escobar de Polendos con 30 viviendas y otras 25 edificaciones que aglutinaban en total a 120 habitantes de derecho; 125 de hecho.

## Demografía

### Evolución de la población
| Gráfica de evolución demográfica de Peñarrubias de Pirón entre 1842 y 2023 |
| |
| Población de hecho (1940) según el censo de población de la Dirección General de Estadística. Población de derecho (1842 donde se denomina Peñarrubias) (2000-2022) según los censos de población del INE. Entre el censo de 1857 y el anterior, este municipio desaparece porque se integra en el municipio de Escobar de Polendos Población según el padrón municipal de 2023 del INE. |

## Geografía

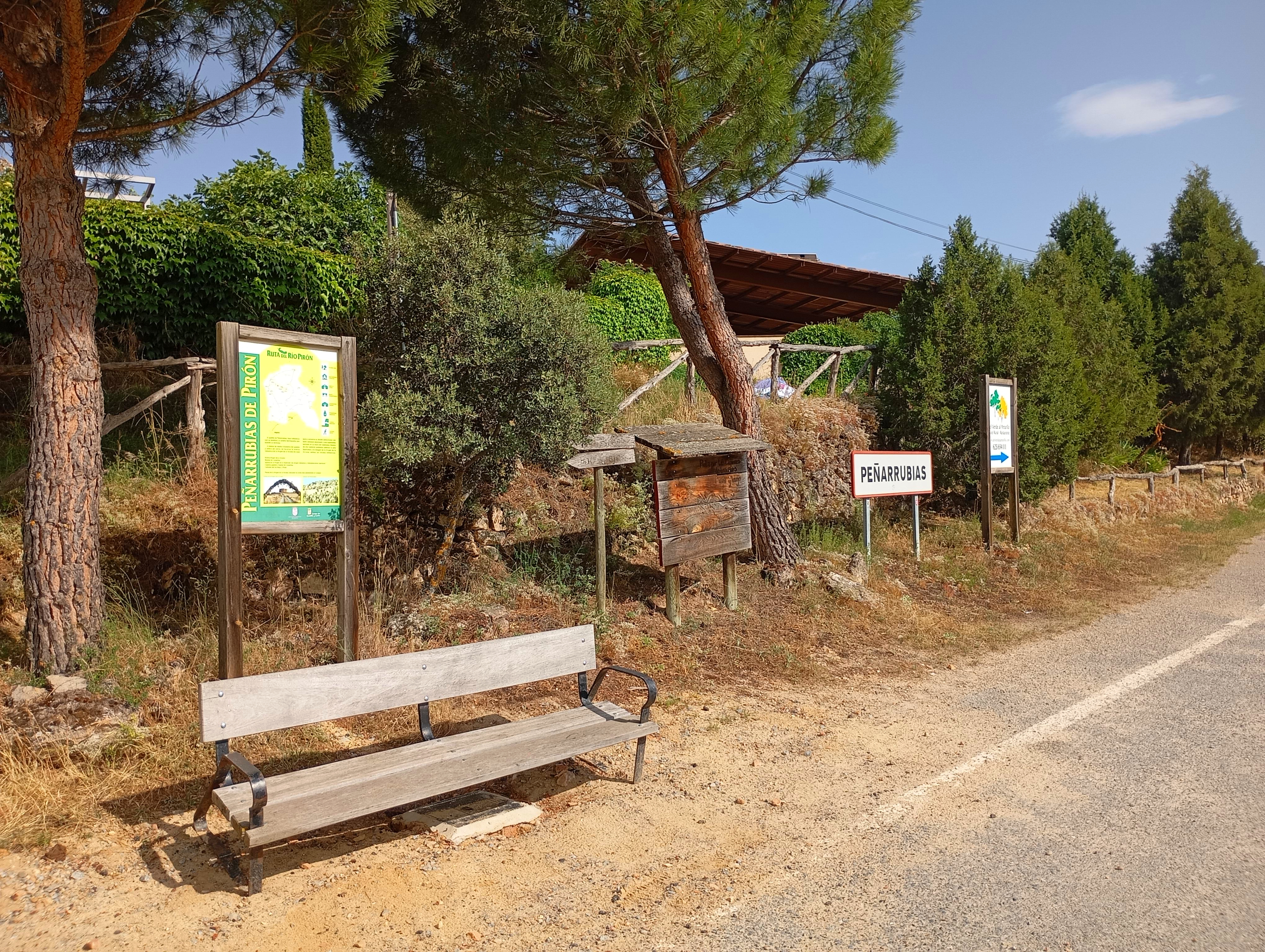
Entrada a la localidad por la SG-V-2224

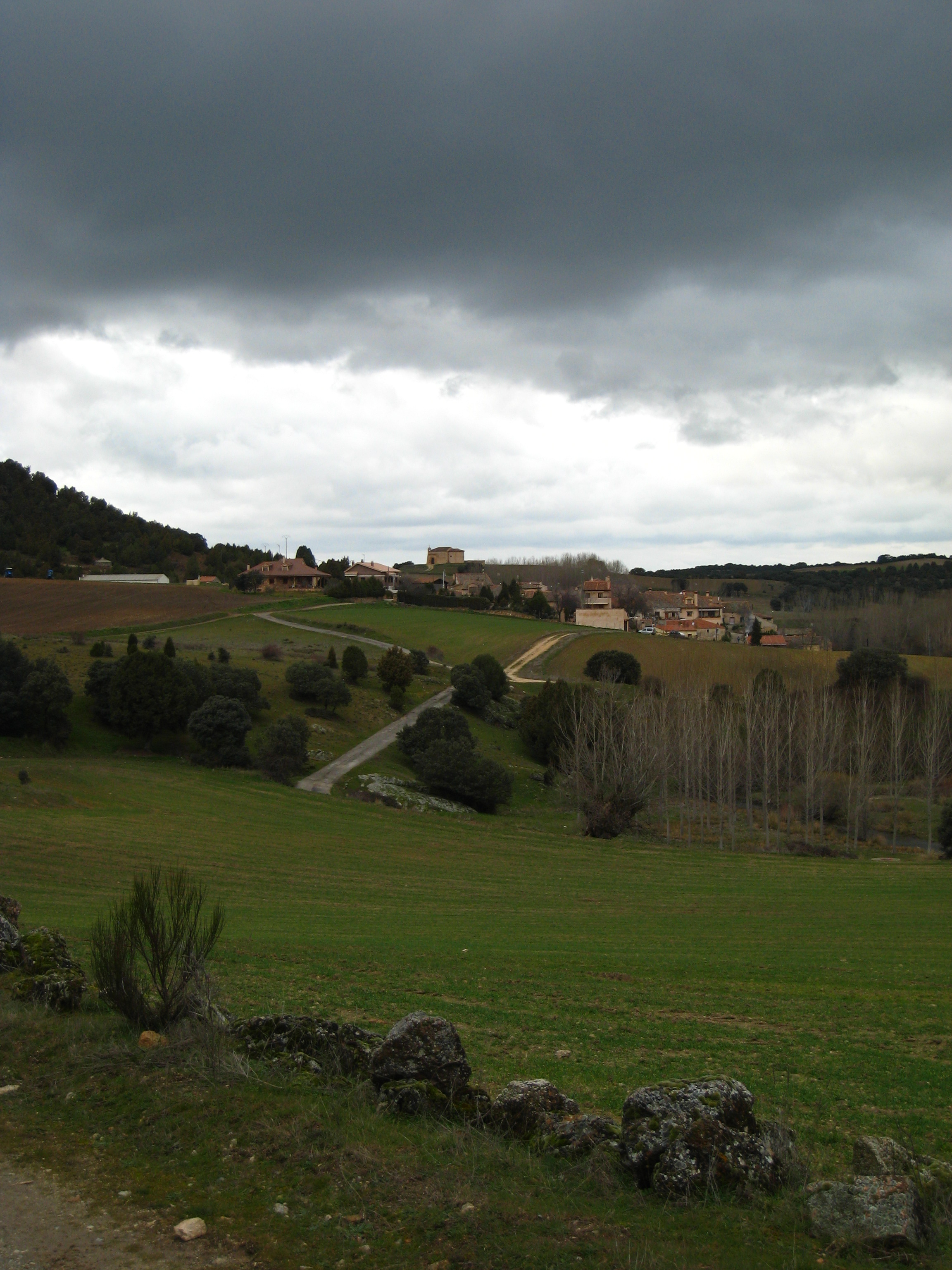
Panorámica de Peñarrubias de Pirón

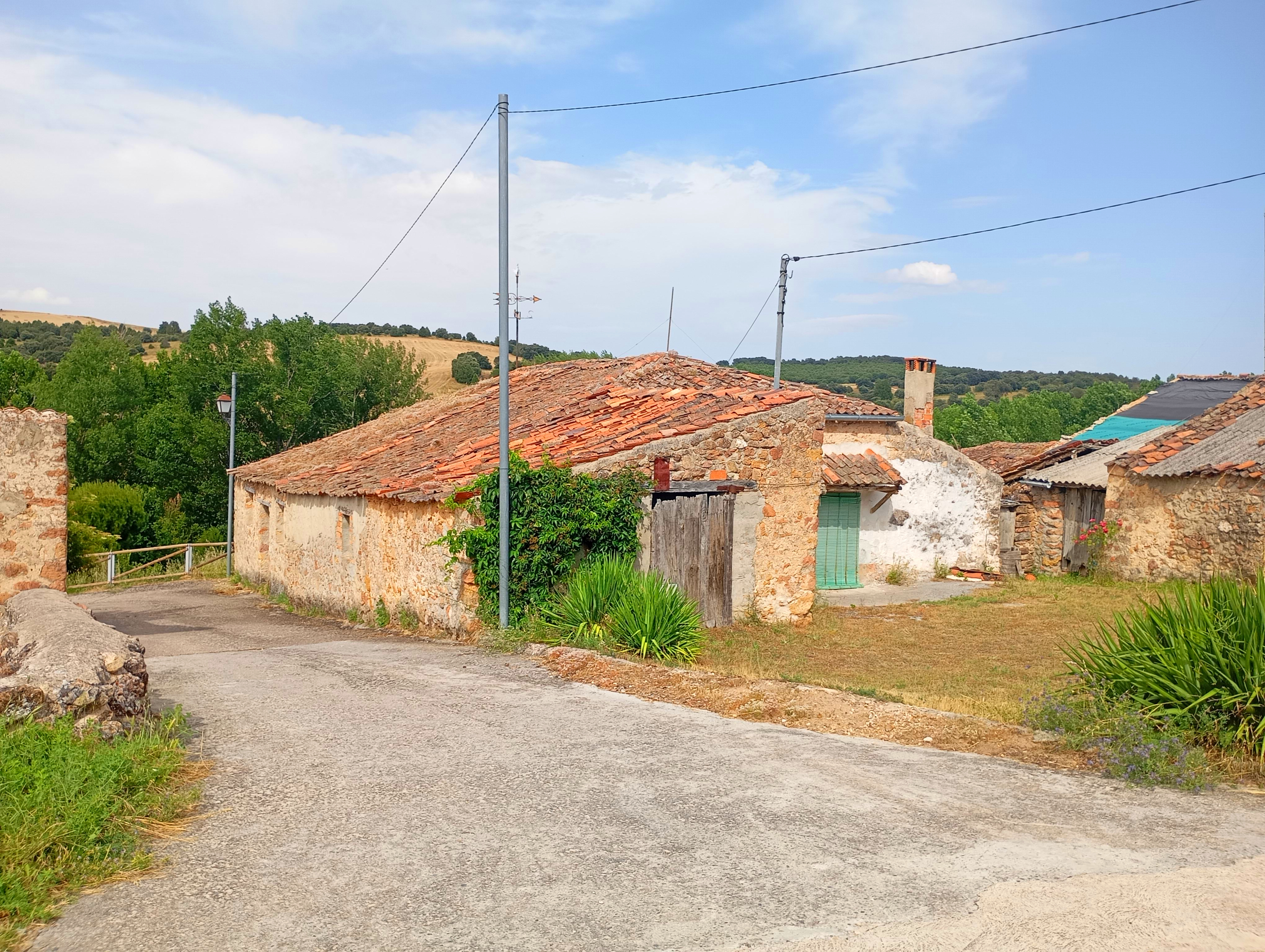
Edificaciones en la localidad

Limita con los términos de Parral de Villovela (norte), Pinillos de Polendos (oeste), Covatillas yTorreiglesias (este y sur) y Cabañas de Polendos (sur). El relieve es escarpado debido al valle que ha surcado a lo largo del tiempo el río Pirón. El clima es de tipo mediterráneo continentalizado con inviernos secos y fríos, veranos muy cálidos, otoños lluviosos y primaveras suaves.

### Hidrografía
- Río Pirón

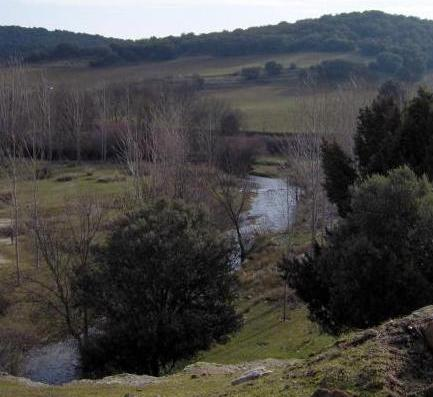
Río Pirón a su paso por Peñarrubias

Nace en la Fuente del Mojón situada en el Puerto de Malangosto, en la sierra de Guadarrama.
La primera vez que se cita este río es en 1116 como "Pirum" y en 1123, en un documento de la Catedral de Segovia, como "Pirone", aunque seguramente este nombre parece anterior a la repoblación.
Pasa por los términos de Santo Domingo de Pirón, Adrada de Pirón, donde se le une el Pironcillo, Losana de Pirón, donde se le une el arroyo de La Certera, Torreiglesias donde se le une el río Viejo, Covatillas, Peñarrubias de Pirón, Parral de Villovela, Villovela de Pirón y Mozoncillo donde se le une el arroyo Polendos.
Desemboca en el río Cega, cerca de Íscar, ya en la provincia de Valladolid.
El Pirón también tiene sus leyendas, una de ellas es la de El Tuerto de Pirón (Fernando Delgado Sanz, 30 de mayo de 1846), bandolero de finales del siglo XIX que rapiñó por toda la sierra de Guadarrama. Finalmente fue capturado y condenado a cadena perpetua por la Audiencia de Madrid en 1888. Murió en el penal de San Miguel de los Reyes de Valencia en 1914. 
Hay una copla referente a este personaje: 

Mucho ojo con el Tuerto,

que el que le sigue la pista,

fijo que termina muerto,

que es tuerto de doble vista.

Otra de sus leyendas es la de la ermita rupestre de Santiaguito (Torreiglesias), que según cuenta era de Losana hasta que se la cambió a Torreiglesias por los prados ribereños. De aquí salió otra coplilla que de buena gana repiten todos los del contorno, menos los de Losana:

Si moros los de Losana no fueran,

no cambiarían santos por praderas".

- Arroyo de la Fresneda

## Flora y fauna

### Flora
- En la zona de monte, predominan las sabinas y las encinas, aunque podemos encontrar algún enebro, acompañadas de diversos arbustos como jaras, cantueso y tomillo.

- En la zona de ribera, la vegetación está formada por especies que gustan del agua como juncos, chopos y fresnos entre otros.

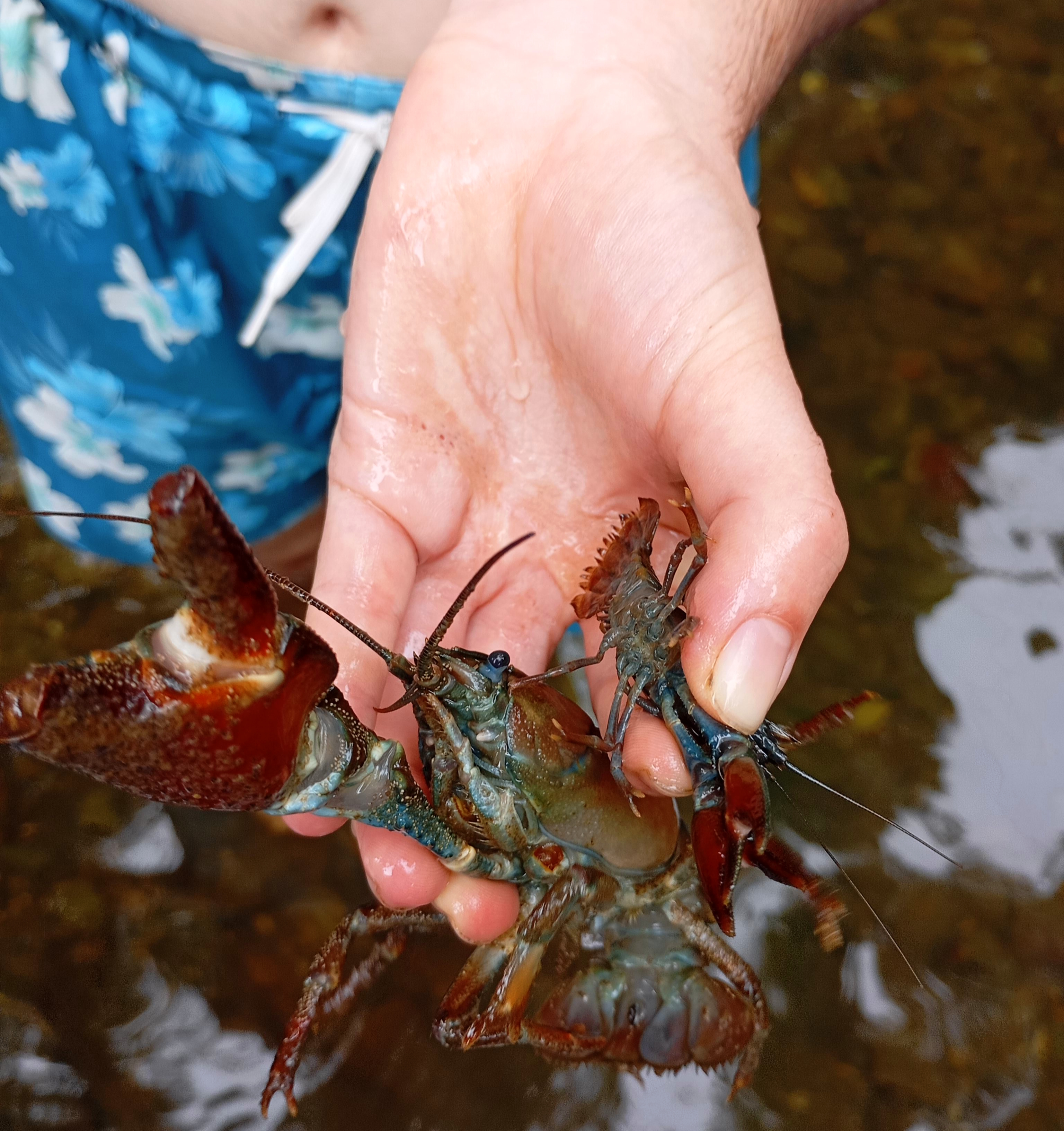
Dos Cangrejos Rojos Americanos en el río Pirón a la altura de Covatillas, en las proximidades a Peñarrubias

### Fauna
- Está habitado por numerosas aves (jilgueros, gorriones, abejarucos, etc) entre las que destaca el alimoche y el buitre leonado.
- En cuanto a la fauna terrestre que habita la zona podemos encontrar liebres, conejos, zorros, jabalíes y algún corzo.
- En el río habitan distintos tipos de peces (truchas, bermejas y cachos), cangrejos y anfibios.

## Economía
Se basa fundamentalmente en el sector primario, concretamente en la agricultura cerealista de trigo y cebada y la ganadería porcina.
En los últimos años, con el despegue del turismo rural, se han creado varias casas rurales convirtiéndose en un nuevo pilar para la economía.

## Cultura

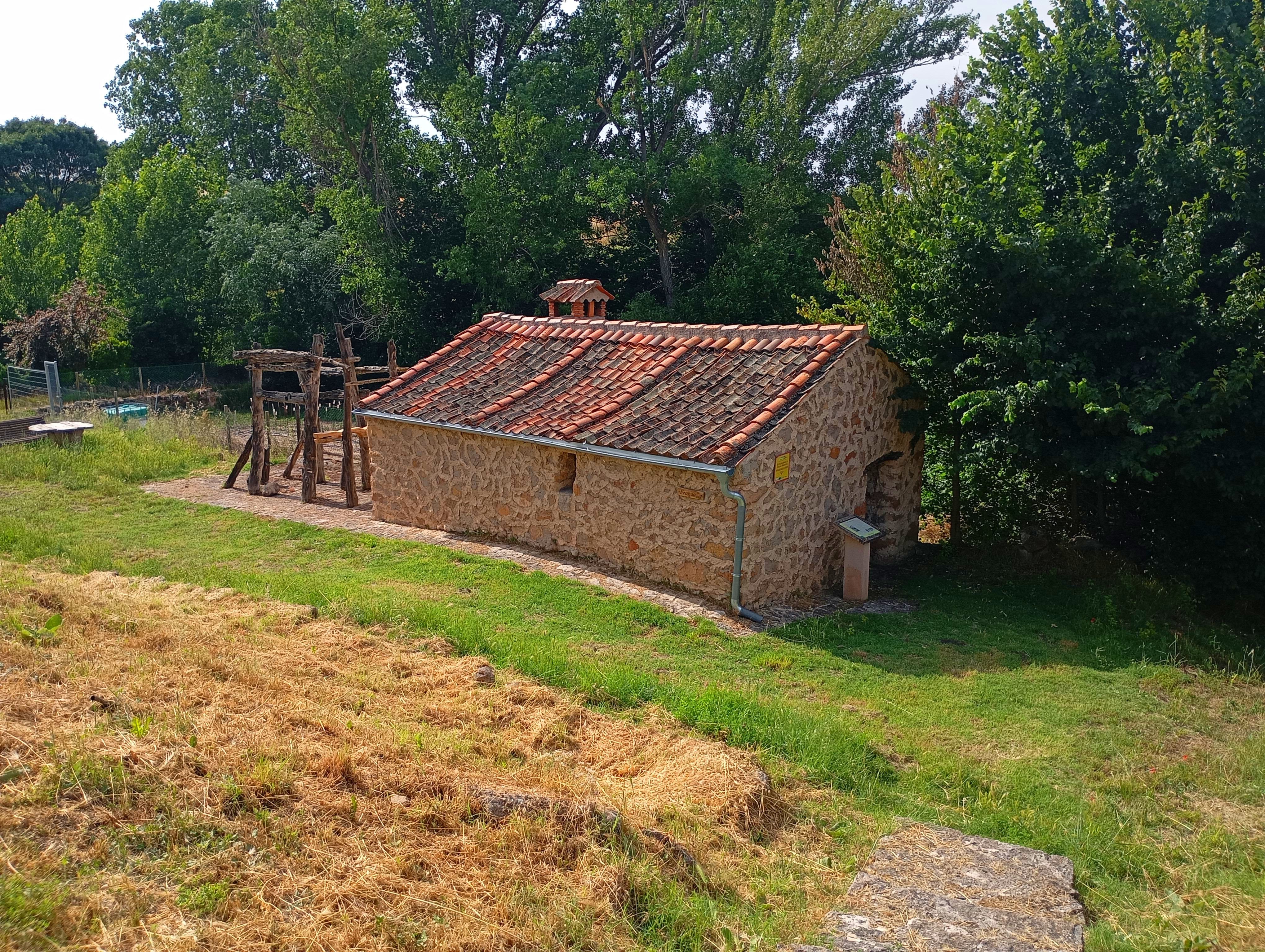
Fragua y potro de herrar

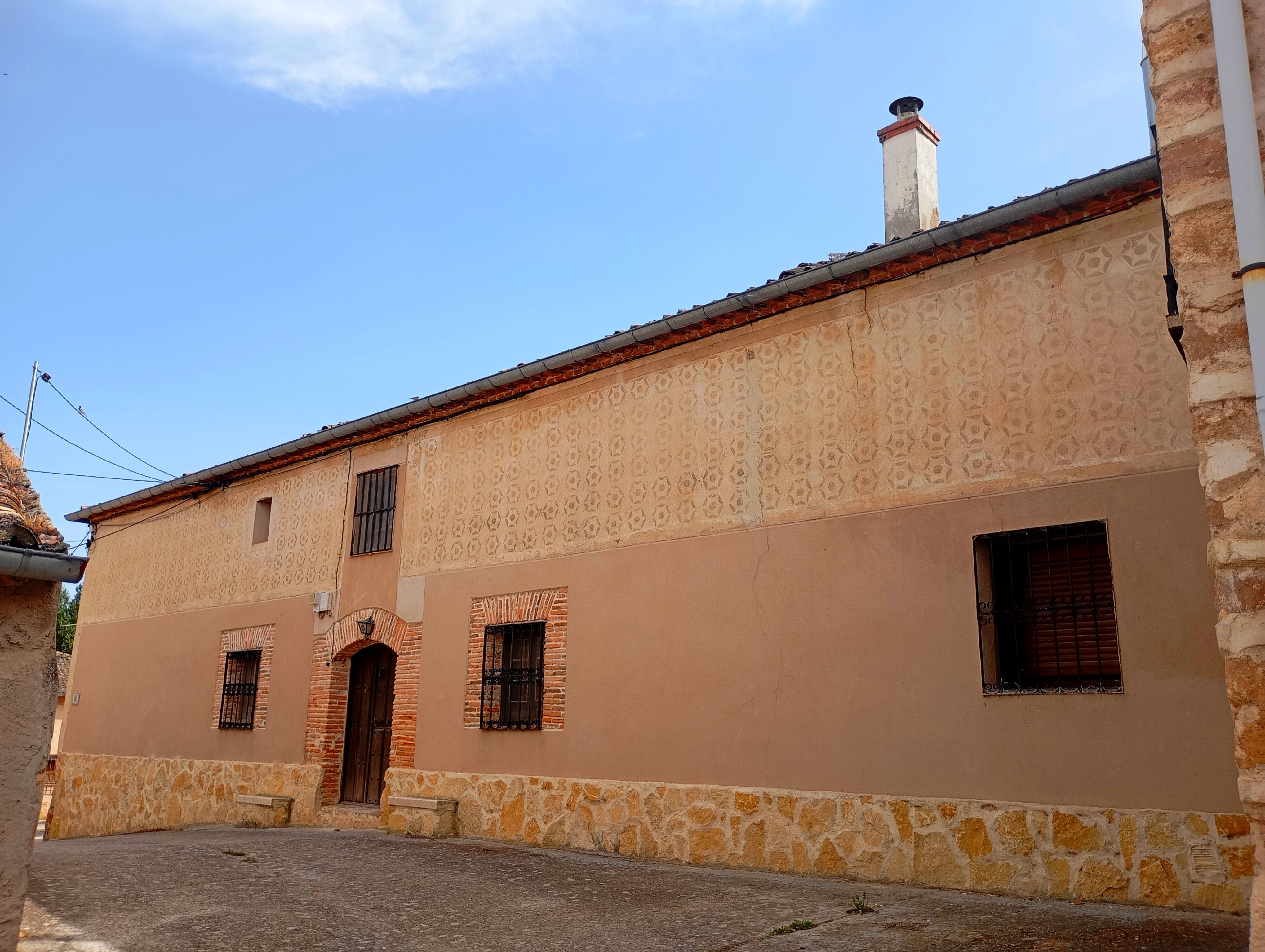
Esgrafiado típico segoviano en la pared de un edificio de la localidad

### Patrimonio
- Cocedero, restaurado en el año 2004, es uno de los pocos edificios de estas características que se conservan en la provincia y el único de estos valles. Desde su reforma, se ha podido hacer de nuevo pan y bollos según las  costumbres tradicionales.
- Fragua, restaurada en el año 2006, conserva el fuelle original, así como el fogón y la pila donde se enfriaban los hierros. Junto a ella, se encuentra el potro de herrar hecho de grandes troncos de sabina.
- Molino, actualmente en desuso, es un molino de canal o "de caz" con su presa o azud para embalsar el agua. El funcionamiento era el siguiente: el agua se retenía en la presa para llevarla por un canal (caz) hasta el molino, allí se la hacía precipitar en caída libre y gracias a la fuerza del agua, se conseguía mover las piedras que molían el cereal.
- Arquitectura tradicional, que incluye el típico esgrafiado segoviano.
- Las Cuevas, nombre de una zona próxima a la localidad donde varias de estas cavidades naturales (cuevas de la Llave, de los Moros, de La Bota y de la Marujita) albergan yacimientos arqueológicos del calcolítico y todas la Edad del Bronce. El entorno se encuentra en la margen izquierda del arroyo, donde existen dos amplios espigones calcáreos de planta tendente a circular.[10]

Ermita de la Virgen de la OctavaEs el monumento más importante del pueblo y se encuentra en un cerro a unos 450 metros de éste. Es de época románica siglo XII, tiene un solo ábside semicircular con un ventanal abocinado y una espléndida portada en su muro meridional. Entre sus múltiples elementos decorativos destaca un canecillo en el que aparece el Acueducto de Segovia, y que está considerado como la primera representación escultórica de este monumento. En su interior conserva una pila bautismal y una escultura de la Virgen de la Octava, también románicas.

Vistas de la Ermita
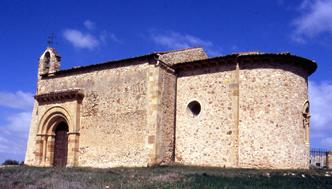
Vista de la Ermita de la Virgen de la Octava.
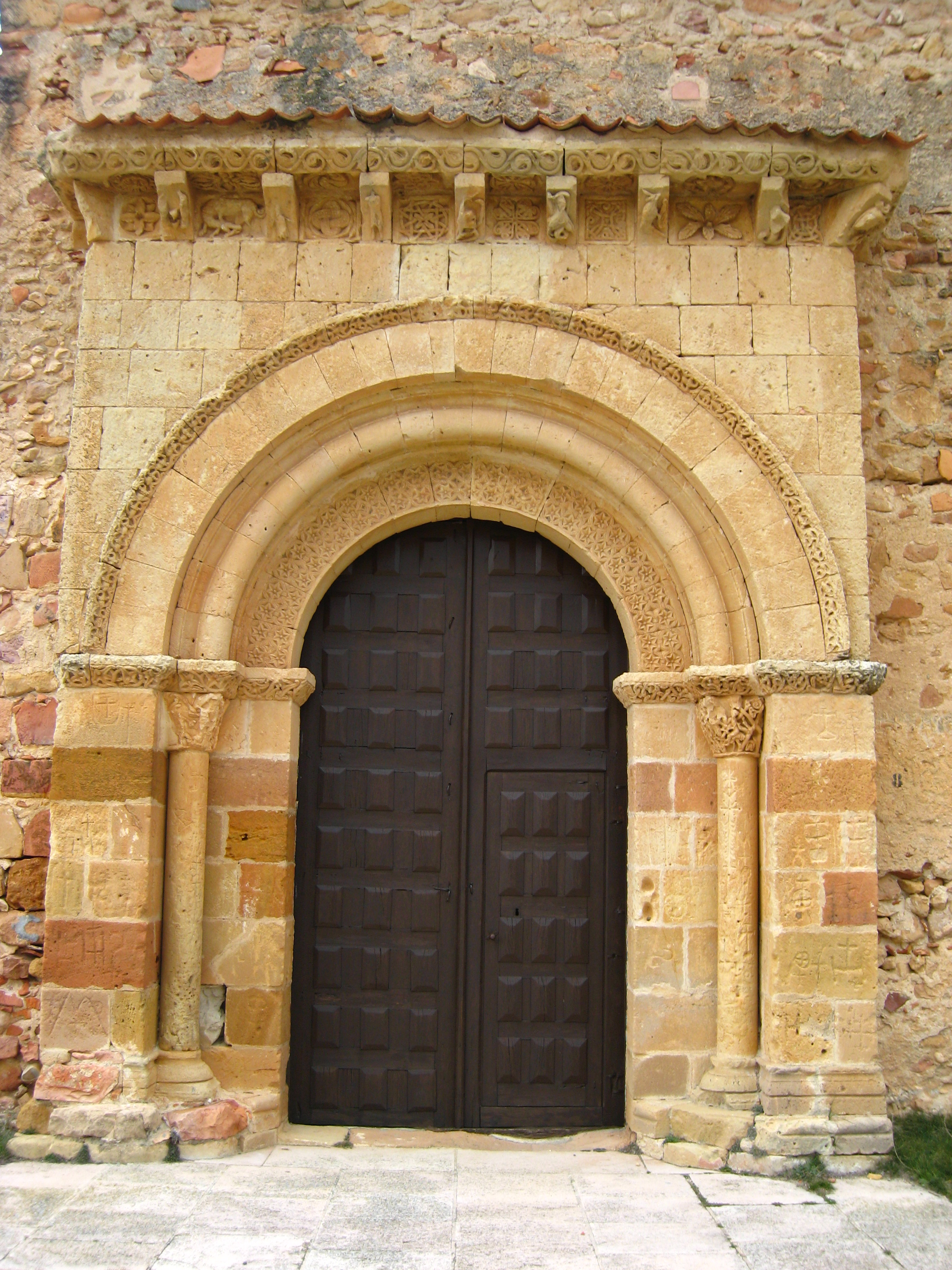
Portada de la ermita
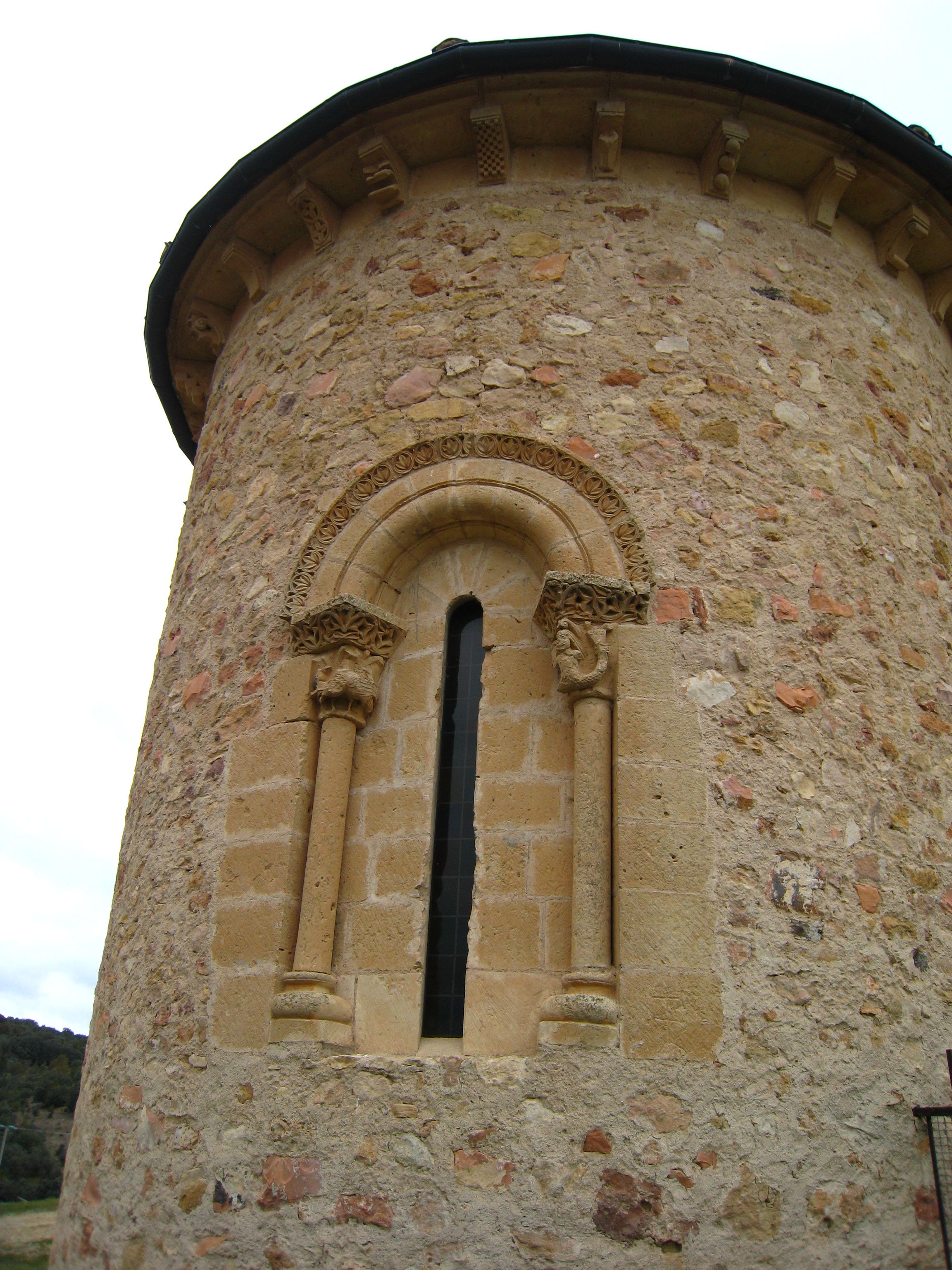
Ábside de la ermita, con una sirena tallada en el capitel de la derecha.

### Fiestas
Las fiestas son en honor a la Virgen de la Octava, patronales, se celebran a los ocho días del Corpus Christi.
En la víspera de la fiesta se lleva a cabo la enramada. Los mozos del pueblo se acercan al río Pirón a cortar las ramas de chopo que colocarán en la entrada de la ermita y del pueblo, además de hacer un arco junto a la cruz del camino que se dirige a la ermita.
El día grande de la fiesta viene después de la enramada, los vecinos acuden a la ermita al encuentro de la virgen de la Octava y la llevan en procesión hasta el pueblo bailando jotas al ritmo de dulzainas y tamboriles. Al llegar al pueblo, las gentes bailan la rueda antes de emprender de nuevo el regreso a la ermita también a ritmo de jota.
Para finalizar las fiestas, a la puerta de la ermita, tiene lugar la subasta de las andas y dentro de ella, la subasta para saber quién coloca a la patrona en el altar, donde se quedará hasta el año próximo.